# Wellmersdorf
Wellmersdorf ist ein Stadtteil der oberfränkischen Stadt Neustadt bei Coburg im Landkreis Coburg.

## Lage
Wellmersdorf liegt etwa fünf Kilometer südlich von Neustadt in einem kleinen Tal zwischen den Anhöhen Stiefvater und Fechheimer Berg. Durch den Ort fließt der Röthenbach, ein rechter Zufluss der Steinach. Die Gemeindeverbindungsstraßen von Neustadt nach Fechheim und von Horb nach Boderndorf kreuzen sich in dem Ort.

## Geschichte
Wellmersdorf wurde 1307 erstmals urkundlich erwähnt. Damals überließ Walter von Barby, Statthalter der Coburger Besitztümer des Landesherrn Markgraf Hermann von Brandenburg, dem Kloster Banz als Entschädigung für angetane „Ungebühr“ ein Gut in dem Ort. Im Stadtteilnamen ist als Bestimmungswort der Name des Grundherrn Wilimar enthalten.
Im Jahr 1516 gab es in dem Ort acht Güter. In der nördlich gelegenen Wellmersdorfer Heide bestand im 16. Jahrhundert eine Marienwallfahrtskapelle. Diese wurde anlässlich der ersten protestantischen Kirchenvisitation 1528 abgebrochen. Vor dem Dreißigjährigen Krieg lebten in Wellmersdorf neun wehrfähige Männer, im Jahr 1646 waren es noch drei. Von 62 Rindern im Jahr 1630 war acht Jahre später keins mehr vorhanden.
Wellmersdorf gehört seit dem Mittelalter zur Kirchengemeinde Fechheim. Um 1820 lebten 16 Familien, eine Witwe und ein Lehrer in dem Dorf. In der ersten Hälfte des 19. Jahrhunderts bestand in Wellmersdorf eine Präzepturschule. Im Juni 1860 wurde ein Schulhaus für die Kinder der Gemeinden Wellmersdorf, Boderndorf, Kemmaten und Birkig eingeweiht. Im August 1955 ersetzte ein neues, einklassiges Schulhaus den Altbau. Ab 1965 mussten die Schüler der Oberstufe, ab 1971 alle Schüler in Neustadt zur Schule gehen. Das leerstehende Schulgebäude wird seit 1972 als Kindergarten genutzt.
In der Ortsmitte befindet sich aus dem Jahre 1840 ein denkmalgeschütztes Gemeindebackhaus mit Viehwaage. Im Jahr 1875 wurde die Freiwillige Feuerwehr gegründet.
In einer Volksbefragung am 30. November 1919 stimmte kein Wellmersdorfer Bürger für den Beitritt des Freistaates Coburg zum thüringischen Staat, 31 stimmten dagegen. Somit gehörte ab dem 1. Juli 1920 Wellmersdorf zum Freistaat Bayern.
Bei der Reichstagswahl vom 6. November 1932 bekam die NSDAP in Wellmersdorf 45 Stimmen von insgesamt 50 abgegebenen.
Im Ersten Weltkrieg verloren drei und im Zweiten Weltkrieg acht Wellmersdorfer Soldaten ihr Leben. Nach dem Zweiten Weltkrieg prägte bis 1989 die Nähe der innerdeutschen Grenze den Ort.
Seit dem 17. November 1973 gewinnt die Brennerei einer Genossenschaft in Wellmersdorf aus Kartoffeln Branntwein.
Der Eingliederungsvereinbarung nach Neustadt stimmte der Gemeinderat am 6. Dezember 1975 mit 8:1 Stimmen zu. Am 1. Mai 1978 wurde Wellmersdorf nach Neustadt eingemeindet.
Die Trinkwasserversorgung erfolgte früher durch Laufbrunnen. Eine gemeindeeigene Anlage mit Hausanschlüssen gab es ab 1894. Nach dem 1. Juli 1978 erfolgte die Wasserversorgung durch den Zweckverband Spittelsteiner Gruppe, der 1986 durch die Stadtwerke Neustadt übernommen wurde. Stromlieferanten waren ab 1921 das Überlandwerk der Gumpertschen-Mühle in Mupperg und ab dem Februar 1938 das Bamberger Überlandwerk Oberfranken. 1997 übernahmen die Stadtwerke Neustadt die Stromversorgung. 1987 hatte Wellmersdorf 32 Wohngebäude, von denen 19 nach 1949 entstanden waren. Die meisten neuen Wohnhäuser wurden im Baugebiet Wellmersdorf-Ost errichtet.

## Einwohnerentwicklung
| Jahr | Einwohnerzahl |
| ---- | ------------- |
| 1905 | 116           |
| 1925 | 134           |
| 1939 | 104           |
| 1950 | 159           |
| 1968 | 160           |
| 1978 | 143           |
| 1987 | 134           |
| 2013 | 137           |
| 2020 | 130           |